# Matrosowo (obwód królewiecki)
Matrosowo (ros. Матросово; dawn. niem. Gilge) – osiedle typu wiejskiego w Rosji, w obwodzie królewieckim.
Po raz pierwszy miejscowość wzmiankowana w 1411 roku, a w 1684 roku stała się odrębną gminą. Przed 1945 rokiem miejscowość nosiła niemiecką nazwę Gilge, pochodzącą od rzeki Gilgestrom, co w języku pruskim oznacza głęboka. W 1946 roku przyjęto nową nazwę.